# Petrus Tun
Petrus Tun (19 de marzo de 1936 - 23 de marzo de 1999) fue un político micronesio, quién tuvo un rol significativo durante los primeros días de la independencia de los Estados Federados de Micronesia y la era anterior del Territorio de Fideicomiso de las Islas del Pacífico.

## Biografía

### Carrera política
Tun fue elegido al Senado del Congreso Micronesio por el distrito de Yap. Asumió como el primer vicepresidente de los Estados Federados de Micronesia durante el primer plazo de Presidente Tosiwo Nakayama (1979–1983).
Anteriormente, fue gobernador de Yap y un senador durante el periodo de Territorio de Fideicomiso. Además, obtuvo otras posiciones importantes en ambos gobiernos e industrias privadas.

### Muerte
A pesar de su deseo, después de su muerte, el ampliamente respetado Tun fue honrado con un funeral de estado, en el cual asistió una gran multitud.